# El Alto International Airport
El Alto International Airport (spansk: Aeropuerto Internacional El Alto) (IATA: LPB, ICAO: SLLP) er en international lufthavn placeret ca. 13 km sydvest for La Paz i Bolivia. Lufthavnen er beliggende på den flade Altiplano over La Paz og er verdens højest beliggende internationale lufthavn og den femtehøjest beliggende lufthavn i verden.
Lufthavnen er beliggende i byen El Alto og har været i drift siden begyndelsen af første halvdel af 1900-tallet. Lufthavnen blev moderniseret i slutningen af 1960'erne, hvor landingsbanerne blev moderniseret og en dengang moderne passagerterminal blev åbnet. Den renoverede lufthavn blev taget i brug i 1965.
El Alto lufthavnen var den primære hub for Bolivias tidligere nationale luftfartsselskab Lloyd Aéreo Boliviano, der indstillede flyvningerne i 2007 og er i dag hub for Transporte Aéreo Militar. Lufthavnen er fokusby for det statsejede luftfartselskab Boliviana de Aviación.
Lufthavnen drives af Airport Group International, der i dag er en del af det spanske firma Abertis/AENA.

## Udstyr og særlige forhold
El Alto International Airport er beliggende i 4.061 meters højde og er den højest beliggende internationale lufthavn i verden og den femtehøjest beliggende lufthavn i verden  (de fire øvrige er beliggende i Kinas del af Himalaya). Den ekstreme højde indebærer, at luften er ganske tynd, hvortil kommer at beliggenheden nær ækvator gør luften i 4 km højde forholdsvis varm, hvilket giver luften en forringet bæreevne. Som følge af de fysiske forhold er det derfor nødvendigt at lande fly med forholdsvis høj hastighed, hvilket bl.a. indebærer, at landingsbanerne er meget lange. Den primære start- og landingsbane, 10R/28L, er 4.000 meter lang. 

## Luftfartsselskaber og destinationer
| Flyselskaber                   | Destinationer                                                                            |
| ------------------------------ | ---------------------------------------------------------------------------------------- |
| Aerocon                        | Trinidad, Potosí                                                                         |
| Amaszonas                      | Arequipa, Cuzco, Rurrenabaque, Santa Cruz de la Sierra-Viru Viru, Sucre, Tarija, Uyuni   |
| American Airlines              | Miami                                                                                    |
| Avianca                        | Bogotá, Washington-Dulles (vía Bogotá)                                                   |
| Avianca Peru                   | Lima                                                                                     |
| Boliviana de Aviación          | Cobija, Cochabamba, Santa Cruz de la Sierra-Viru Viru, Buenos Aires-Ezeiza               |
| EcoJet                         | Cobija, Guayaramerín, Riberalta, Sucre, Trinidad                                         |
| LAN Airlines                   | Iquique, Santiago de Chile                                                               |
| LAN Perú                       | Lima                                                                                     |
| Peruvian Airlines              | Cuzco, Lima                                                                              |
| Sky Airline                    | Arica, Iquique, Santiago de Chile                                                        |
| TAM - Transporte Aéreo Militar | Cobija, Cochabamba, Riberalta, Rurrenabaque, Santa Cruz de la Sierra-El Trompillo, Uyuni |

## Eksterne links
- Aeropuerto Internacional El Alto Arkiveret 28. august 2014 hos  Wayback Machine på SABSA website
- Weather in La Paz – El Alto Airport Arkiveret 16. oktober 2015 hos  Wayback Machine